# Xã Portland, Quận Deuel, Nam Dakota
Xã Portland (tiếng Anh: Portland Township) là một xã thuộc quận Deuel, tiểu bang Nam Dakota, Hoa Kỳ. Năm 2010, dân số của xã này là 74 người.